# فلیکس پطروسیان
فلیکس گئورگی پطروسیان (ارمنی: Ֆելիքս Գևորգի Պետրոսյան؛  زادهٔ ۱۸ سپتامبر ۱۹۳۳ - درگذشته ۲۵ اوت ۱۹۸۵) سیاستمدار و سخنران اهل ارمنستان بود.

## زندگی‌نامه
وی در ۱۸ سپتامبر ۱۹۳۳ در آپاران به دنیا آمد و از دانشگاه ملی پلی‌تکنیک ارمنستان (۱۹۵۶) فارغ‌التحصیل گشت. وی از ۱۹۶۴ در دانشگاه ملی پلی‌تکنیک ارمنستان و از ۱۹۷۵ در حزب کمونیست ارمنستان فعالیت می‌کرد. همچنین برندهٔ جوایزی همچون نشان پرچم سرخ کار شده است. وی در ۲۵ اوت ۱۹۸۵ در سن ۵۱ سالگی در ایروان درگذشت و در آرامستان مرکزی ایروان (توخماخ) به خاک سپرده شد.

## یادداشت
1. ↑  տեխնիկական գիտությունների թեկնածու